# Trichocerca mucosa
Trichocerca mucosa is een raderdiertjessoort uit de familie Trichocercidae. De wetenschappelijke naam van deze soort is voor het eerst geldig gepubliceerd in 1896 door Stokes.